# The Secret Code
The Secret Code – czwarty japoński album studyjny południowokoreańskiej grupy TVXQ, wydany 25 marca 2009 roku przez Rhythm Zone. Ukazał się w trzech edycjach: CD, 2CD+DVD i 2CD. Album osiągnął 2 pozycję w rankingu Oricon i pozostał na liście przez 61 tygodni, sprzedał się w nakładzie ponad 316 921 egzemplarzy w Japonii.
Album zdobył status platynowej płyty.

## Lista utworów

### CD
| CD  | CD | CD              | CD                                                         | CD                                                                                    | CD      |
| Nr  | Tytuł utworu | Tekst           | Kompozycja                                                 | Aranżacja                                                                             | Długość |
| --- | --- | --------------- | ---------------------------------------------------------- | ------------------------------------------------------------------------------------- | ------- |
| 1.  | „Secret Game” | H.U.B.          | AKIRA                                                      | AKIRA                                                                                 | 2:04    |
| 2.  | „FORCE” | H.U.B.          | Adam Royce, Adolphus and Jason Gill                        | Beatardz                                                                              | 3:45    |
| 3.  | „Dōshite kimi o suki ni natte shimattandarō?” (jap. どうして君を好きになってしまったんだろう?)                              | Lambsey         | Fredrik“Fredro”Odesjo, Sylvia Bennett-Smith, Mats Berntoft | Fredrik“Fredro”Odesjo, Mats Berntoft                                                  | 3:18    |
| 4.  | „Nobody Knows” | H.U.B.          | Nao Tanaka                                                 | Nao Tanaka                                                                            | 3:58    |
| 5.  | „Beautiful you” | H.U.B.          | Steve Smith, Anthony Anderson, Joleen Belle                | Steve Smith, Anthony Anderson, Joleen Belle Additional Arrangement by Shinjiroh Inoue | 4:37    |
| 6.  | „Wasurenaide” (jap. 忘れないで)                                                                                             | JEJUNG          | JEJUNG, Young-hu Kim                                       | Young-hu Kim                                                                          | 5:19    |
| 7.  | „9095” | H.U.B.          | JEJUNG                                                     | JEJUNG                                                                                | 3:43    |
| 8.  | „Jumon -MIROTIC-” (jap. 呪文-MIROTIC-)                                                                                      | Ryoji Sonoda    | Sigvardt Mikkel Remee, Secon Lucas, Troelsen Thomas        | Young Jin-yoo                                                                         | 3:28    |
| 9.  | „TAXI” | Shinjiroh Inoue | Nao Tanaka                                                 | Nao Tanaka                                                                            | 5:31    |
| 10. | „Stand Up!” | H.U.B.          | Jan Kask, Luciano Peirone, Peter Mansson                   | Jan Kask, Luciano Peirone, Peter Mansson                                              | 3:59    |
| 11. | „Survivor” | H.U.B.          | Iain James, Robert Habolin, Adam Powers                    | YU, Robert Habolin                                                                    | 3:13    |
| 12. | „Kiss The Baby Sky” | YUCHUN          | YUCHUN                                                     | YUCHUN, Shinjiroh Inoue                                                               | 3:50    |
| 13. | „Bolero” | Lambsey         | Daisuke Suzuki, Keiichi Tomita                             | Daisuke Kahara                                                                        | 6:04    |
| 14. | „Purple Line” (Bonus Tr.)                                                                                                   | Ryoji Sonoda    | Han Jin-yoo, JJ650, Young Jin-yoo                          |                                                                                       | 3:13    |
| 15. | „Dōshite kimi o suki ni natte shimattandarō?” (jap. どうして君を好きになってしまったんだろう?) (a capella ver.) (Bonus Tr.) | Lambsey         | Fredrik“Fredro”Odesjo, Sylvia Bennett-Smith, Mats Berntoft | Shinichiro Murayama                                                                   | 3:18    |
| 16. | „9096” (Hidden Track) | H.U.B.          | Jejung                                                     |                                                                                       | 2:27    |

### 2CD+DVD
| CD 1 | CD 1                                                                                           | CD 1            | CD 1                                                       | CD 1                                                                                  | CD 1    |
| Nr   | Tytuł utworu                                                                                   | Tekst           | Kompozycja                                                 | Aranżacja                                                                             | Długość |
| ---- | ---------------------------------------------------------------------------------------------- | --------------- | ---------------------------------------------------------- | ------------------------------------------------------------------------------------- | ------- |
| 1.   | „Secret Game”                                                                                  | H.U.B.          | AKIRA                                                      | AKIRA                                                                                 | 2:04    |
| 2.   | „FORCE”                                                                                        | H.U.B.          | Adam Royce, Adolphus and Jason Gill                        | Beatardz                                                                              | 3:45    |
| 3.   | „Dōshite kimi o suki ni natte shimattandarō?” (jap. どうして君を好きになってしまったんだろう?) | Lambsey         | Fredrik“Fredro”Odesjo, Sylvia Bennett-Smith, Mats Berntoft | Fredrik“Fredro”Odesjo, Mats Berntoft                                                  | 3:18    |
| 4.   | „Nobody Knows”                                                                                 | H.U.B.          | Nao Tanaka                                                 | Nao Tanaka                                                                            | 3:58    |
| 5.   | „Beautiful you”                                                                                | H.U.B.          | Steve Smith, Anthony Anderson, Joleen Belle                | Steve Smith, Anthony Anderson, Joleen Belle Additional Arrangement by Shinjiroh Inoue | 4:37    |
| 6.   | „Wasurenaide” (jap. 忘れないで)                                                                | JEJUNG          | JEJUNG, Young-hu Kim                                       | Young-hu Kim                                                                          | 5:19    |
| 7.   | „9095”                                                                                         | H.U.B.          | JEJUNG                                                     | JEJUNG                                                                                | 3:43    |
| 8.   | „Jumon -MIROTIC-” (jap. 呪文-MIROTIC-)                                                         | Ryoji Sonoda    | Sigvardt Mikkel Remee, Secon Lucas, Troelsen Thomas        | Young Jin-yoo                                                                         | 3:28    |
| 9.   | „TAXI”                                                                                         | Shinjiroh Inoue | Nao Tanaka                                                 | Nao Tanaka                                                                            | 5:31    |
| 10.  | „Stand Up!”                                                                                    | H.U.B.          | Jan Kask, Luciano Peirone, Peter Mansson                   | Jan Kask, Luciano Peirone, Peter Mansson                                              | 3:59    |
| 11.  | „Survivor”                                                                                     | H.U.B.          | Iain James, Robert Habolin, Adam Powers                    | YU, Robert Habolin                                                                    | 3:13    |
| 12.  | „Kiss The Baby Sky”                                                                            | YUCHUN          | YUCHUN                                                     | YUCHUN, Shinjiroh Inoue                                                               | 3:50    |
| 13.  | „Bolero”                                                                                       | Lambsey         | Daisuke Suzuki, Keiichi Tomita                             | Daisuke Kahara                                                                        | 6:04    |
| 14.  | „9096” (Hidden Track)                                                                          | H.U.B.          | Jejung                                                     |                                                                                       | 2:27    |

| CD 2 | CD 2                                  | CD 2                        | CD 2                                                                            | CD 2                                                                    | CD 2    |
| Nr   | Tytuł utworu                          | Tekst                       | Kompozycja                                                                      | Aranżacja                                                               | Długość |
| ---- | ------------------------------------- | --------------------------- | ------------------------------------------------------------------------------- | ----------------------------------------------------------------------- | ------- |
| 1.   | „We Are!” (jap. ウィーアー！)         | Shoko Fujibayashi           | Kouhei Tanaka                                                                   | AKIRA                                                                   | 3:37    |
| 2.   | „Take Your Hands-i.am.electro REMIX-” | Ryoji Sonoda                | Steve Smith, Anthony Anderson, Jenson David, Aubrey Vaughan, Creig Smart        | Steve Smith, Anthonv Anderson, Jenson David Aubrey Vaughan, Creig Smart | 3:04    |
| 3.   | „Box in the ship”                     | H.U.B.                      | Philippe-Marc, Anquetil, Iain James Farqharson, Marcus Killian, Yacine Azeggagh | AILI                                                                    | 4:14    |
| 4.   | „Sennen koi uta” (jap. 千年恋歌)      | H.U.B.                      | Joe Hisaishi                                                                    | Maestro-T                                                               | 4:01    |
| 5.   | „Purple Line” (Bonus Tr.)             | Yoo Young-jin, Ryoji Sonoda | Yoo Han-jin, JJ650, Yoo Young-jin                                               |                                                                         | 3:13    |

| DVD | DVD | DVD     |
| Nr  | Tytuł utworu                                                                                                | Długość |
| --- | --- | ------- |
| 1.  | „Purple Line” (Video Clip)                                                                                  |         |
| 2.  | „Beautiful you” (Video Clip)                                                                                |         |
| 3.  | „Dōshite kimi o suki ni natte shimattandarō?” (jap. どうして君を好きになってしまったんだろう?) (Video Clip) |         |
| 4.  | „Jumon -MIROTIC-” (jap. 呪文-MIROTIC-) (Video Clip)                                                         |         |
| 5.  | „Bolero” (Video Clip)                                                                                       |         |
| 6.  | „Survivor” (Video Clip)                                                                                     |         |
| 7.  | „Kiss The Baby Sky” (Video Clip)                                                                            |         |
| 8.  | „LIVE - 3rd LIVE TOUR 2008 〜T〜 Special Edition”                                                           |         |
| 9.  | „Off Shot Movie”                                                                                            |         |